# Shirotnye
Shirotnye är en kulle i Antarktis. Den ligger i Östantarktis. Australien gör anspråk på området. Toppen på Shirotnye är 1 670 meter över havet.
Terrängen runt Shirotnye är lite kuperad. Trakten är obefolkad. Det finns inga samhällen i närheten.